# Daisy Kenyon
Daisy Kenyon (bra: Êxtase de Amor; prt: Entre o Amor e o Pecado) é um filme estadunidense de 1947, do gênero drama romântico, dirigido por Otto Preminger, e estrelado por Joan Crawford, Dana Andrews e Henry Fonda. O roteiro de David Hertz foi baseado no romance homônimo de 1945, de Elizabeth Janeway.
Embora tenha estreado a uma recepção contida, "Daisy Kenyon" passou por uma reavaliação e agora é considerado um ícone da cultura cult por seu tratamento realista de um enredo tipicamente melodramático.

## Sinopse
Daisy Kenyon (Joan Crawford), uma artista comercial de Manhattan, mantém um caso amoroso com Dan (Dana Andrews), um advogado casado e rico. Apesar de amá-lo, Daisy não possui mais esperanças de que ele se divorcie de sua esposa Lucille (Ruth Warrick) para ficar com ela. Cansada de se sentir a outra mulher, ela decide terminar o caso, e acaba conhecendo Peter (Henry Fonda), um militar viúvo e solitário. Peter se apaixona por Daisy, e mesmo sabendo do envolvimento da moça com Dan, a pede em casamento. Ela aceita, mas após o casamento, Dan reaparece. Peter, cada vez mais apaixonado por Daisy, começa a temer que ela o abandone para ficar com o homem que ela tanto amava.

## Elenco
- Joan Crawford como Daisy Kenyon
- Dana Andrews como Dan O'Mara
- Henry Fonda como Peter Lapham
- Ruth Warrick como Lucille O'Mara
- Martha Stewart como Mary Angelus
- Peggy Ann Garner como Rosamund O'Mara
- Connie Marshall como Marie O'Mara
- Nicholas Joy como Coverly
- Art Baker como Advogado de Lucille

Os jornalistas Walter Winchell, Leonard Lyons e Damon Runyon, junto com o ator John Garfield, fizeram participações especiais no filme.

## Produção
Os direitos do romance de Elizabeth Janeway foram comprados pela 20th Century Fox por US$ 100.000 em 1945. Joan Crawford pretendia comprar os direitos para si mesma, mas não conseguiu licitar antes da Fox. Um primeiro rascunho inacabado do roteiro foi escrito em agosto por Margaret Buell Wilder e Ted Sills antes de Hertz ser contratado para reescrevê-lo. Ring Lardner Jr., que havia escrito o roteiro de "Laura" (1944), foi contratado para revisar o rascunho de Hertz em 1947. Os administradores do Código de Produção, com quem Preminger costumava discutir frequentemente, questionaram a "falta de consideração do roteiro pela santidade do casamento". O estúdio foi aconselhado a evitar referências a relações sexuais explícitas e a enfatizar o erro moral do relacionamento entre Daisy e Dan. Preminger também foi forçado a contornar as preocupações da Motion Picture Association com o álcool – os personagens servem bebidas alcoólicas em várias cenas, mas nunca as bebem. Os administradores do Código também sugeriram que os personagens divorciados Dan e Lucille se reunissem no final do filme.
Gene Tierney, que havia estrelado o filme "Laura" (1944), também dirigido por Preminger, e Jennifer Jones, que havia sido considerada para o papel de Tierney naquele filme, foram ambas cogitadas para o papel de Daisy Kenyon em 1945 e 1946, respectivamente, antes que Crawford conseguisse ser "emprestada" de seu contrato com a Warner Bros. A escalação de Crawford foi um tanto polêmica, já que ela tinha 42 anos, enquanto a personagem de Daisy, conforme retratada no romance, possuía 32. Um maquiador profissional foi contratado para disfarçar a idade de Crawford, e uma cinematografia mais sombria foi adicionada ao filme. Andrews e Fonda não gostaram do roteiro, mas completaram o filme para cumprir cláusulas contratuais.
A produção do filme foi concluída sem contratempos, dois dias antes do previsto e apenas US$ 100 acima do orçamento definido. Ruth Warrick afirmou que Preminger "portou-se como um oficial do exército e se comportou como um general movendo as tropas". Warrick também comentou sobre a relação amigável do diretor e sua estrela principal, dizendo, "Com Otto e Joan, tínhamos dois tiranos no set, e isso pode ter mantido os dois na linha". O único problema aparente no set foi a manutenção de uma temperatura de 10°C para aliviar as ondas de calor de Crawford. De acordo com Warrick, "ela estava sempre de shorts e uma blusa fina porque sentia muito calor, enquanto eu tinha que usar um casaco de pele para me aquecer. Otto não disse uma palavra sobre a temperatura". Crawford presenteou Andrews e Fonda com cuecas compridas como apaziguamento.

## Recepção
As críticas do filme em seu lançamento foram geralmente positivas, embora desdenhosas. O próprio Otto Preminger afirmou que esqueceu que havia feito o filme. A crítica da Variety afirmou que o "triângulo central, no qual Dana Andrews e Henry Fonda lutam pelo amor de Joan Crawford, é basicamente um caso superficial, mas parece importante pelas circunstâncias inteligentes do trio magnético - além, é claro, de uma direção excelente, diálogos sofisticados, elenco de apoio sólido e outros valores de produção chamativos". T. M. P., em sua crítica para o The New York Times, observou: "A Srta. Crawford é, é claro, uma veterana em ser uma mulher emocionalmente confusa e frustrada, e ela desempenha o papel com fácil competência". Otis L. Guernsey, Jr., em sua crítica para o New York Herald Tribune, comentou: "Preminger realiza uma façanha nada fácil ao guiar essas pessoas para dentro e para fora entre os entrelaçamentos de seus próprios complexos, e ele faz maravilhas variando a ação de cenas semelhantes".
A rejeição inicial de "Daisy Kenyon" deu lugar a uma reavaliação crítica nos últimos anos; a produção ganhou status cult, com alguns chamando-o de uma obra-prima incompreendida e um dos melhores filmes de Preminger. Mike D'Angelo, dando ao filme uma nota de 99 de 100 pontos possíveis, saudou "Daisy Kenyon" como "o melodrama romântico mais realista que já vi". Dan Callahan, da Slant Magazine, concedendo a Daisy Kenyon 3.5/4 estrelas, chamou o filme de "retrato perturbador e ambíguo de três personagens (e atores) reais e desconhecidos em constante fluxo", dizendo que o filme "destilou [a novela] à sua essência da vida real, até que o que resta não seja nada mais do que o mistério supremo da arte". Fernando Croce, dando ao filme 4.5/5 estrelas, chamou o filme de "um romance escrupulosamente arrefecido e um retrato de uma nação pós-guerra, mas acima de tudo... um gráfico fluido de espinhosos espaços pessoais roçando uns nos outros".
Chris Fujiwara, em um estudo de 2015 sobre os filmes de Preminger, chama a atenção para o fato de que "Daisy Kenyon" é "possivelmente o primeiro filme de Hollywood a aludir ao internamento de nipo-estadunidenses durante a Segunda Guerra Mundial". Dan, em parte na tentativa de impressionar Daisy, aceita um caso pro bono de um militar veterano nipo-estadunidense cujas terras foram confiscadas enquanto ele estava na guerra. Dan é atacado fisicamente no decorrer do caso e acaba perdendo. O roteiro original possuía uma cena retratando um juiz racista, mas Joseph Breen, chefe da Administração do Código de Produção, não permitiu.
No Rotten Tomatoes, site agregador de críticas, 86% das 7 críticas do filme são positivas, com uma classificação média de 6.6/10. No Critics Roundup, um site que se descreve como "o primeiro agregador de críticas de filmes a selecionar críticas com base na qualidade da escrita em vez de popularidade", também relata que 100% das 12 críticas do filme são positivas.